# Maratjärnen (Degerfors socken, Västerbotten)
Maratjärnen är en sjö i Vindelns kommun i Västerbotten och ingår i Umeälvens huvudavrinningsområde.